# Gonioneura xinjiangensis
Gonioneura xinjiangensis är en tvåvingeart som beskrevs av Marshall 1995. Gonioneura xinjiangensis ingår i släktet Gonioneura och familjen hoppflugor. Inga underarter finns listade i Catalogue of Life.